# Garriana
Garriana (łac. Diocesis Garrianensis) – stolica historycznej diecezji w Cesarstwie rzymskim w prowincji Byzacena, współcześnie w Tunezji. Obecnie katolickie biskupstwo tytularne.

## Biskupi tytularni
| Lp. | Biskup                         | Funkcja                                     | Od               | Do                  |
| --- | ------------------------------ | ------------------------------------------- | ---------------- | ------------------- |
| 1   | Aloys Bigirumwami              | wikariusz apostolski Nyundo (Rwanda)        | 14 lutego 1952   | 10 listopada 1959   |
| 2   | Jorge Alberto Giraldo Restrepo | biskup pomocniczy Pasto (Kolumbia)          | 13 maja 1960     | 21 listopada 1961   |
| 3   | Jacinto Eccher                 | biskup–prałat Aiquille (Boliwia)            | 11 grudnia 1961  | 7 listopada 1977    |
| 4   | Ferenc Rosta                   | biskup pomocniczy Székesfehérvár (Węgry)    | 2 marca 1978     | 28 lipca 1978       |
| 5   | James Garland                  | biskup pomocniczy Cincinnati (USA)          | 2 czerwca 1984   | 6 października 1992 |
| 6   | Vincenzo Savio                 | biskup pomocniczy Livorno (Włochy)          | 14 kwietnia 1993 | 9 grudnia 2000      |
| 7   | Rogelio Esquivel Medina        | biskup pomocniczy Miasta Meksyk (Meksyk)    | 27 czerwca 2001  | 20 czerwca 2023     |
| 8   | Edmar José da Silva            | biskup pomocniczy Belo Horizonte (Brazylia) | 6 marca 2024     |                     |